# 鄧承修
鄧承修（1841年—1892年），字铁香，号伯讷，汉族，廣東惠阳县淡水人。清朝官員。

## 生平
邓承修生于清朝道光二十一年。咸丰十一年（1861年）中举人。同治二年（1863年）官为援例捐郎中签分刑部。同治八年（1869年）邓承修补刑部四川司郎中。同治十二年（1873年）邓承修授浙江道监察御史。同治十三年（1874年）邓承修充会试稽察磨勘官，内阁中书、八旗教习监试官。
光绪二年（1876年），他任河南道监察御史，後來转任云南道监察御史。光绪十一年（1885年）后，他任鸿胪寺正卿等职，还曾在总理衙门任職。翰林梁鼎芬赠給邓承修的诗曰：“直声霞天下，贞肃出天性。”
光绪十八年八月二十八日，邓承修病逝于家中。年52岁。

## 著作
- 語冰閣奏議

## 延伸阅读
[在维基数据编辑]
 在维基文库阅读此作者作品（ 在维基共享资源阅览影像）
 《清史稿/卷444》，出自趙爾巽《清史稿》
 《清史稿/卷444》